# Stazione di Punta Moro
La stazione di Punta Moro è una fermata ferroviaria situata nelle campagne del comune di Alghero, lungo la linea tra questa città e Sassari.

## Storia

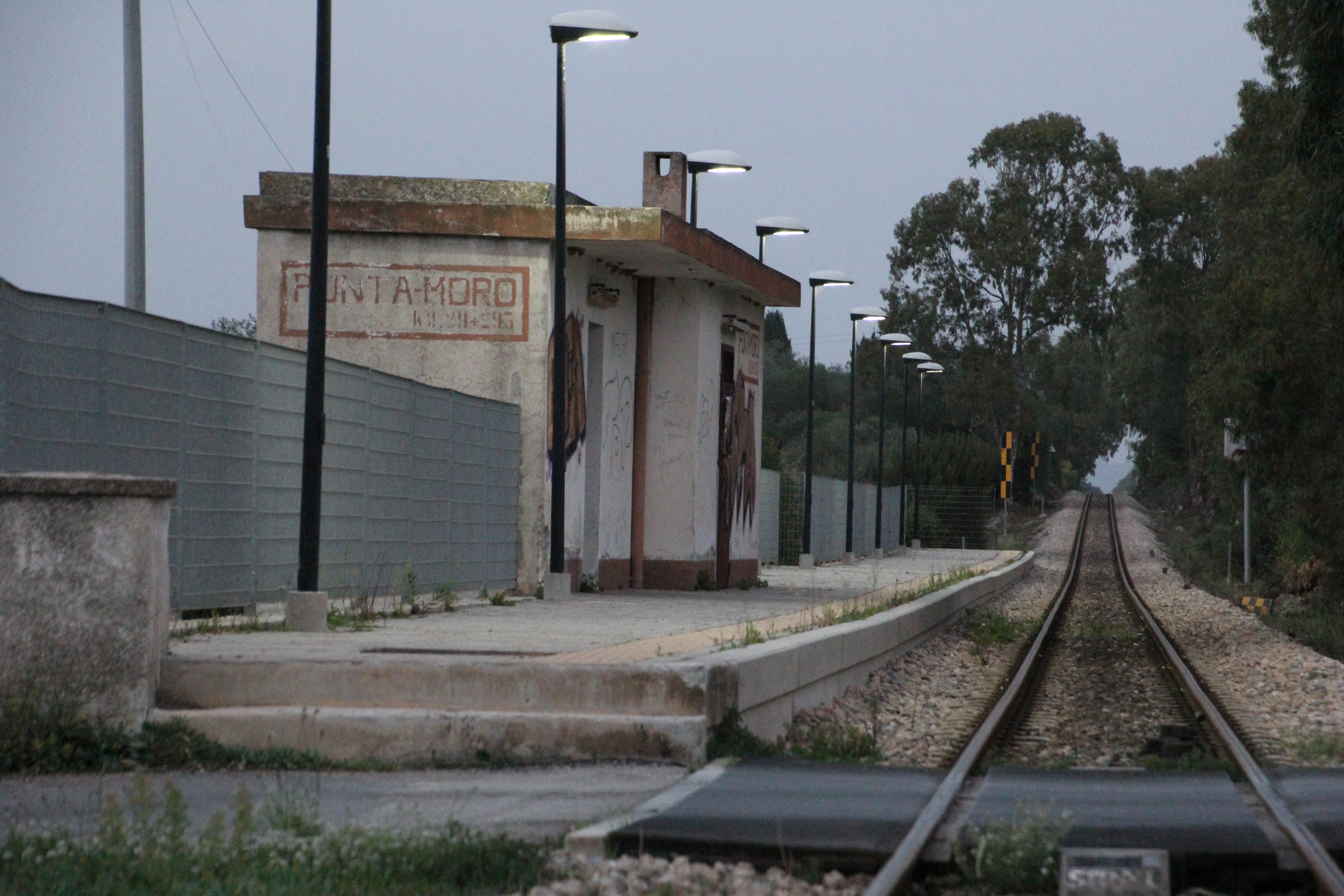
L'impianto fu riqualificato a inizio anni dieci

La fermata nacque tra la fine degli anni cinquanta e l'inizio degli anni sessanta ad opera della Strade Ferrate Sarde, gestore al tempo della linee a scartamento ridotto del nord Sardegna. Nel 1989 l'impianto passò alla gestione governativa delle Ferrovie della Sardegna (poi ARST Gestione FdS dal 2008), a cui nel 2010 subentrò l'ARST. In questo stesso periodo, in contemporanea coi lavori di sostituzione dell'armamento sulla linea, le infrastrutture della fermata furono sottoposte a lavori di riqualificazione, col rifacimento in particolare della banchina di accesso ai treni.

## Strutture e impianti

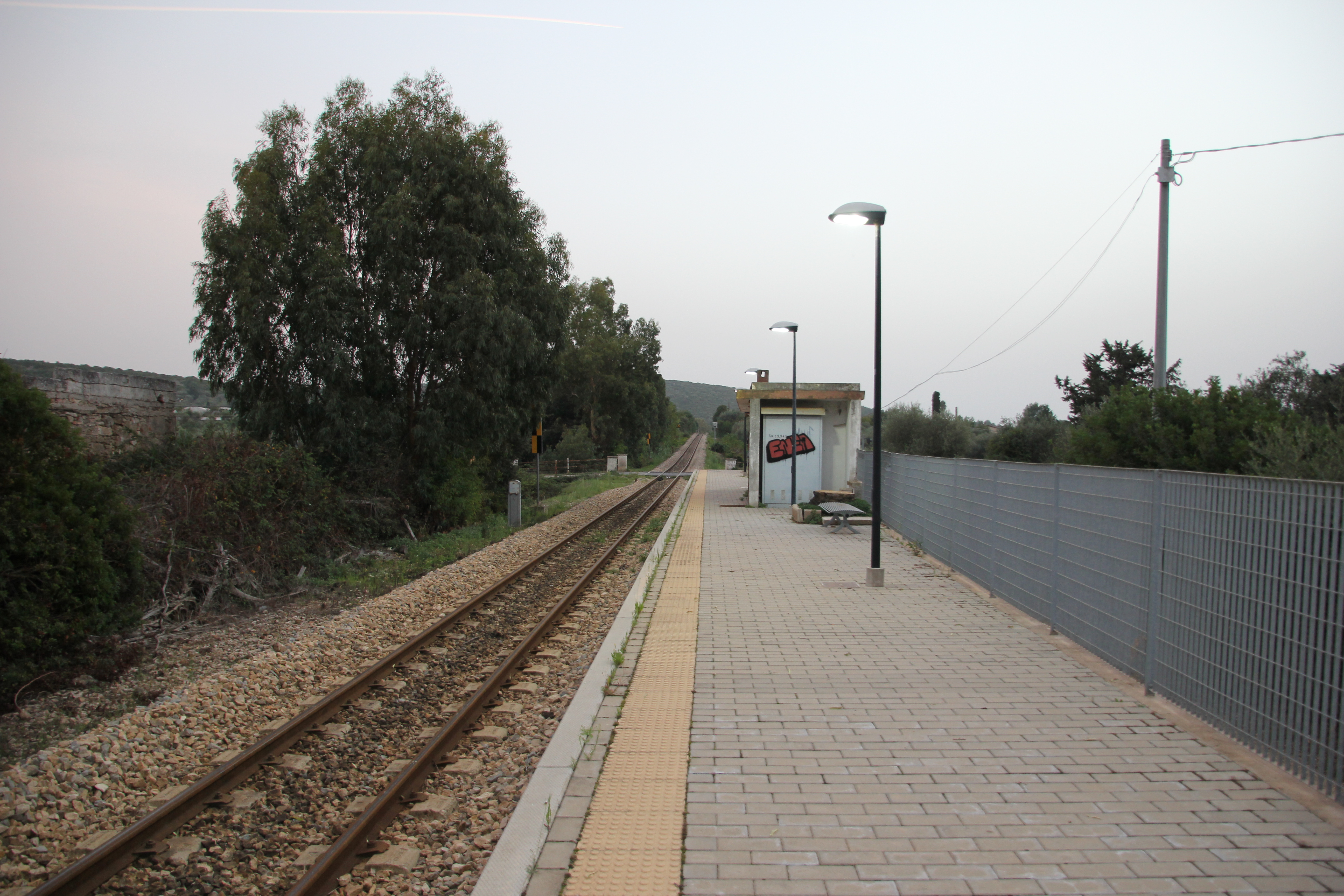
Le strutture della fermata: sulla sinistra il binario a scartamento ridotto, a destra la relativa banchina col fabbricato viaggiatori

La fermata di Punta Moro è dotata del solo binario di corsa, avente scartamento di 950 mm, servito da una banchina.
L'impianto è dotato di un piccolo fabbricato viaggiatori, dalla pianta rettangolare e con due locali, ed è impresenziato.

## Movimento
La fermata è servita dai treni dell'ARST in esercizio lungo la Sassari-Alghero, che consentono il collegamento principalmente con le due città capolinea e con Olmedo.

## Servizi
La fermata è dotata di una piccola sala d'attesa.
- Sala d'attesa